# ترتیزک چمنی
ترتیزک چمنی (نام علمی: Leavenworthia) نام یک سرده از خانواده شب‌بویان است.